# Microplana
Microplana ist eine Gattung der Landplanarien, die in Europa und Afrika vorkommt.

## Merkmale
Arten der Gattung Microplana haben einen länglichen, zylindrischen Körper und zwei Augen. Der Kopulationsapparat weist einen permanenten konischen Penis mit knollenförmigem Muskel, der in ein kurzes Atrium genitale ragt. Ein genito-intestinaler Kanal verbindet das Intestinum mit dem weiblich Atrium.

## Lebensraum
Die Arten von Microplana haben Anpassungen an verschiedene Lebensräume. Die meisten Arten kommen in Wäldern der gemäßigten Breiten vor, wie Buchen-, Eichen-, Kiefern- und Mischwäldern. Sie scheinen neutrale bis basische Böden mit einem pH-Wert, der über 6 liegt, zu bevorzugen. Es gibt jedoch auch Arten, die an trockenere Lebensräume angepasst sind, wie beispielsweise der afrikanischen Savanne.

## Ernährung
Alle Arten der Gattung leben carnivor und ernähren sich von anderen Wirbellosen. Einige Arten sind aktive Räuber, während andere Arten sich als Aasfresser ernähren.

## Arten
Der Gattung Microplana gehören folgende Arten an:
- Microplana aberana (Mell, 1904)
- Microplana aixandrei Vila-Farré, Mateos, Sluys & Romero, 2008
- Microplana astricta Sluys, Álvarez-Presas & Mateos, 2017
- Microplana atropurpurea (von Graff, 1899)
- Microplana attemsi (Bendl, 1909)
- Microplana cephalofusca Sluys, Álvarez-Presas & Mateos, 2017
- Microplana ceylonica (von Graff, 1899)
- Microplana cherangani (de Beauchamp, 1936)
- Microplana cingulata Álvarez-Presas, Sluys & Mateos, 2017
- Microplana costaricensis (de Beauchamp, 1913)
- Microplana fuscomaculosa Sluys, Mateos & Álvarez-Presas, 2017
- Microplana gadesensis Vila-Farré, Mateos, Sluys & Romero, 2008
- Microplana giustii Minelli, 1976
- Microplana graffi (Geba, 1909)
- Microplana grazalemica Vila-Farré, Mateos, Sluys & Romero, 2008
- Microplana groga Jones, Webster, Littlewood & McDonald, 2008
- Microplana haitiensis Prudhoe, 1949
- Microplana harea Marcus, 1953
- Microplana henrici (Bendl, 1908)
- Microplana howesi (Scharff, 1900)
- Microplana humicola Vejdovsky, 1889
- Microplana hyalina Vila-Farré & Sluys, 2011
- Microplana indica (Chaurasia, 1985)
- Microplana kwiskea Jones, Webster, Littlewood & McDonald, 2008
- Microplana lutulenta Álvarez-Presas, Sluys & Mateos, 2017
- Microplana mediostriata (Geba, 1909)
- Microplana monacensis (Heinzel, 1929)
- Microplana montoyai (Fuhrmann, 1914)
- Microplana nana Mateos, Giribet & Carranza, 1998
- Microplana natalensis (Jameson, 1907)
- Microplana nervosa Sluys, Mateos & Álvarez-Presas, 2017
- Microplana neumanni (Mell, 1904)
- Microplana peneckei (Meixner, 1921)
- Microplana perereca Marcus & Du Bois-Reymond Marcus, 1959
- Microplana plurioculata Sluys, Mateos & Álvarez-Presas, 2016
- Microplana polyopsis Sluys, Álvarez-Presas & Mateos, 2016
- Microplana purpurea (Bendl, 1908)
- Microplana robusta Vila-Farré & Sluys, 2011
- Microplana rufocephalata Hyman, 1954
- Microplana scharffi (Graff, 1896)
- Microplana sparsa Sluys, Mateos & Álvarez-Presas, 2017
- Microplana termitophaga Jones, Darlington & Newson, 1990
- Microplana terrestris (Müller, 1774)
- Microplana thwaitesii (Moseley, 1875)
- Microplana trifuscolineata (Kaburaki, 1920)
- Microplana tristriata (Geba, 1909)
- Microplana uniductus (de Beauchamp, 1930)
- Microplana unilineata (Frieb, 1923)
- Microplana viridis (Jameson, 1907)
- Microplana voeltzkowi (von Graff, 1899)
- Microplana yaravi du Bois-Reymond Marcus, 1957